# 澤木四方吉

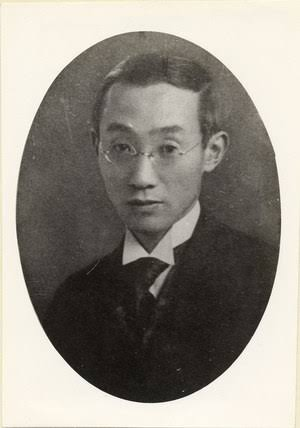
澤木四方吉

澤木 四方吉（さわき よもきち、1886年12月16日 - 1930年11月7日）は、日本の西洋美術史家。慶應義塾大学部文学科、美術・美術史科の初代教授。『三田文学』二代目主幹。筆名は、澤木梢（こずえ）。学問としての西洋美術史を初めて日本に紹介し、その基礎を固めるなど、日本における西洋美術史研究の分野に残した功績は大きい。また、ミロのヴィーナス（アフロディーテ）を日本に紹介した。秋田県男鹿市出身。

## 生涯
生家は資産家で、12歳で故郷を出た。上京して明治学院に入学したが、翌1900年には兄弟達が通学していた慶應義塾普通部に転校した。同校では終生の友となる作家・水上瀧太郎と出会う。1909年、慶應義塾大学部文学科を卒業。1912年から1916年にかけて、慶應義塾海外留学生として渡欧。「美こそ神であり、神の姿を学問という理知の眼で哲学的に捉えよう」と情熱をかけて「真実の美」を学問の対象として追求した。また、多くの美術家や出版業者を世に出すために陰の力となった。1930年、留学時代からよくなかった病が悪化し、43歳で肺結核のため、鎌倉市の自宅で死去した。遺骨は横浜市の曹洞宗大本山・総持寺に葬られたが、現在では郷里の旧澤木別邸に造営された大龍寺の墓所に移されている。

## ヨーロッパ留学時代

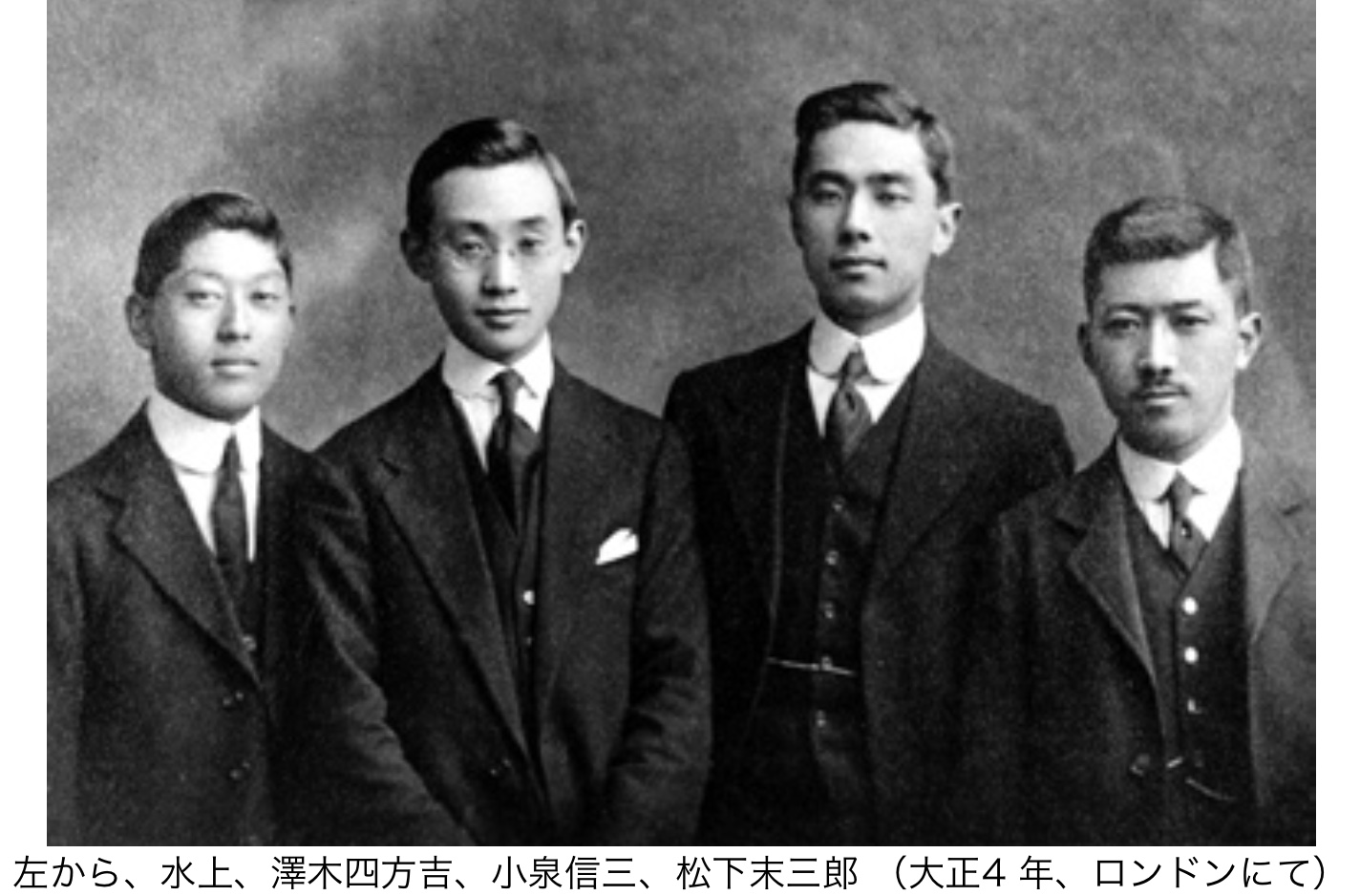
左より、水上瀧太郎、澤木四方吉、小泉信三、松下末三郎。大正4年ロンドンにて撮影された慶應義塾欧州留学組の姿。

1912年、慶應義塾海外留学生として渡欧。ベルリン、ミュンヘンで同時代の新しい芸術運動に接して審美学を中心に学ぶ。ミュンヘンにて、画家・美術理論家のカンディンスキーと親交を深めている。ミュンヘン大学では、美術史家のハインリヒ・ヴェルフリンの講義を聴講し、ヴェルフリンの著作『古典美術』を持ち歩いていた。
第一次世界大戦が勃発し、同じく慶應義塾海外留学生として渡欧中だった小泉信三、水上瀧太郎、松下末三郎、三辺金蔵らと共にロンドンに移る。水上瀧太郎はロンドン時代を回想して、「いっぱいの葡萄酒に白皙の顔を赤く染めて、澤木君は芸術的感激を表白することに熱中していた」という。
その後パリを経てフィレンツェ、ローマを拠点にイタリア美術を学んだ。 英語、ドイツ語、フランス語、イタリア語を自在に話したり読んだりした。
渡欧する際、同船した洋画家で美術教育運動を推進した山本鼎は、澤木の七回忌に「澤木四方吉肖像画」を描いている。また、澤木がパリへ赴いた時には、島崎藤村と同じ下宿先に宿泊している。島崎は澤木の学問に対する姿勢や幅広い知識を敬愛し、パリの街中を二人で歩いては建築談義をしたりしていた。彼は長身痩躯で色白の額は広く、瞳は澄んでいた。好んで縞ズボンに黒背広を着た教授スタイルは堂々たるもので、ヨーロッパでもなかなか外国人にひけを取らなかった。
パリでは、与謝野鉄幹、与謝野晶子夫妻とも交流があった。澤木がドイツ製の羽毛ぶとんを父親に贈るために、帰国する二人に託した。
留学中に、秋田雨雀、小山内薫、山田耕筰、小牧近江らとも親交を深め、多くの学者や芸術家と相知る機会を得た。水上瀧太郎・小泉信三は病弱な彼の旅行を案じたが、四方吉は死んでもイタリアにある古美術を見たいと思った。そして遂に決行した。その感動が彼に書かせた紀行論文『美術の都』(日本美術学院、1917年)は、後の日まで残るものとなった。森鷗外から澤木に宛てた手紙が口絵に挿入されている。日本初のイタリア美術案内としても有用で、上田敏に献じた。 
澤木はローマに入り、考古学者・濱田耕作に会い、古跡を見て回った。二人は一緒にローマを去り、フィレンツェ、ラヴェンナ、パリと相見ることになった。澤木は帰国も濱田と一緒になった。 

## 帰国後
1916年に帰国後、研究対象はルネサンス美術からギリシア美術に移った。美術史家の矢代幸雄は、澤木のギリシャ美術の女神について書いた『アフロディーテ（ミロのヴィーナス）の脱衣』について、「私はこの澤木君の優れた感覚と新鮮なる取扱とに大いなる刺激を受けた」と回想している。1919年9月からは、東京帝国大学の日本美術史の瀧精一教授の計らいで東京帝大に講師として招聘されギリシャ美術史を講じた。当時、私学の学者が東京帝大に招聘されるのは異例であった。『西洋美術史研究』および『ギリシャ美術史講義案』について、児島喜久雄は「あの講義案は日本の西洋美術史研究の準備時代の物としては、全く立派なものであった」と言っている。
衰運の「三田文学」を再建し、永井荷風の後を継ぎ9年間主幹を務める。教え子に小島政二郎、勝本清一郎、渋井清らがいる。欧州滞在記、美術史評論を発表する。慶應義塾を、いまに続く美術史研究の重要拠点に育てた先駆者は澤木四方吉である。また、ミロのヴィーナスを日本に紹介した。芥川龍之介が慶應義塾大学英文科の教授になりたい希望を持ち、四方吉は弟子の小島政二郎を介して熱心に申し入れたが学校側の経済的理由などで成就しなかった。芥川は、この時以来、澤木の精緻明断な頭脳には遠く及ばない、と人に語ったと言う。芥川は四方吉に小品「窓」を献じて敬意を表した。澤木の病気が悪化し、神奈川県藤沢市に越すのだが、それは芥川が以前住んでいた家であった。

## エピソード
四方吉は兄弟の淳吉、堅吉と共に義塾の一部屋を占めて勉強した。水上瀧太郎の思い出によれば、三人は常に絹物を身につけ、部屋や机上を整頓し、粗野な悪童達とは決して交わらないので、悪童は悪口を言って蔭で"別世界"と呼んだ。水上はその悪童の一人で、間もなく親友の交わりを持つとは夢にも思わず、白い顔の優等生を全く別世界人と決めていた。
彼の実母タキは評判の美人で、東京の街を歩いても人が振りかえったり立ち止まる程の女性だった。四方吉は、死別した美女の母の面影をヴィーナスとして脳裏に刻みつけ恋い慕った。

## 親族

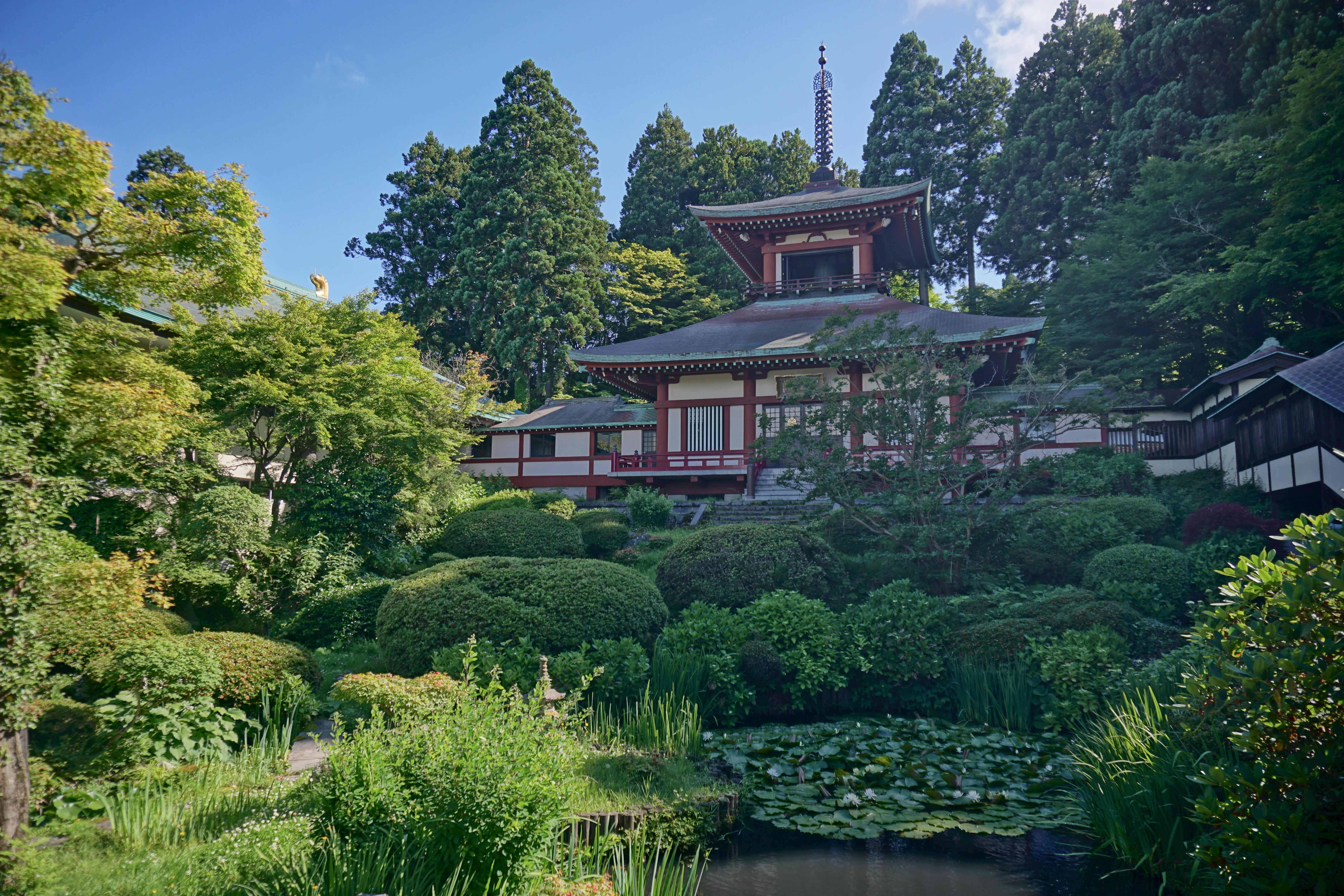
父・晨吉が四方吉没後に寄進した大龍寺庭園

父：資産家であり歌人の澤木晨吉（しんきち）は、 広大な山林の経営や日本海沿岸の物流を一手に担い、林業と呉服反物商を営みながら船川町長に任じられ、後にこれを辞して澤木銀行を創業（現、秋田銀行の前身）した郷土の名士であった。福沢諭吉の思想と人格を深く敬慕し、四人の男子を慶應義塾に学ばせた。兄弟に一軒の家を用意し、賄いの女中を置いて、悠然と通学させていたという。　
教育事業面では晨吉を会長として澤木奨学会を創設し、多年多数の若者に無償の学資金を提供し続けた。
四方吉が亡くなった時に、澤木晨吉の別荘だった12000坪の別荘を男鹿半島の大龍寺に寄進し「楽水亭」としている（冬は田園調布と鎌倉の家に住んだ）。澤木と親交があった民俗学者であり歌人でもある折口信夫の歌碑がある。これは、姪の歌人・穂積生萩が折口の唯一の女弟子だったこともある。
姪：女流歌人の穂積生萩。詩人の澤木隆子（さわき たかこ）。

## 著書
- 『美術の都』日本美術学院、1917年
- 『レオナルド・ダ・ヴィンチ　その前半生』東光閣書院、1925年
- 『ギリシャ美術概観』春秋社<大思想エンサイクロぺヂア>、1929年
- 『西洋美術史研究 下　ルネサンスの部』岩波書店、1931年
- 『西洋美術史研究 上　ギリシャの部』岩波書店、1932年
- 『西洋美術史論攷』慶應出版社、1942年
- 『ギリシア美術』大丸出版社、1948年
- 『美術の都』岩波書店、1964年／岩波文庫、1998年。解説海津忠雄

## 寄稿
- 『幼き目にて - 渡欧早々の絵画評 - 』（『三田文学』1912年10月）
- 『パリにて』（『三田文学』1915年9月)
- 『カンディンスキー是非』（『三田文学』1913年5月）
- 『美術サロンを訪ねて - ゴッホの処女作およびその他の新画』（『三田文学』1912年12月）
- 『シュヴァアビングの人々』（『三田文学』1914年1月）
- 『カンディンスキイ』（『三田文学』1914年10月）
- 『イタリアの旅　イタリアへ』（『三田文学』1915年9月）
- 『イタリアの旅　フィレンツェへ』（『三田文学』1915年9月）
- 『ローマの秋』（『三田文学』1916年6月）
- 『立体派未来派論』（『三田文学』1915年11月）
- 『カンディンスキーという人』（『新潮』1917年2月）
- 『花の都』（『中央公論』1917年4月）
- 『ミロのヴィーナスの謎』（『三田文学』1917年7月）
- 『アフロディーテーの脱衣』（『中央美術』1917年7月）
- 『美術史家ヴェルフリン』（『思想』1917年7月）
- 『ヴェルフリンの美術史上の基礎概念』（『思想』1917年7月）

## 参考資料
- 渡辺誠一郎『俊秀　沢木四方吉』（秋田魁新報社　1985年）
- 慶應義塾大学出版会